# Грейсон (округ, Техас)
Округ Грейсон (англ. Grayson County) — округ штата Техас, США. Население в 2000 году — 110 595 человек.
Окружным центром является город Шерман. Округ Грейсон был образован в 1846 году и назван в честь Питера Грейсона, генерального прокурора республики Техас.

## География
По данным Бюро переписи населения США округ имеет общую площадь 2536 км², из которых 2418 км² составляет суша и оставшиеся 118 км² (или 4,67%) водные ресурсы.

### Основные шоссе
- Шоссе 79
- Шоссе 75
- Шоссе 82
- Шоссе 377
- Автомагистраль 5
- Автомагистраль 5
- Автомагистраль 5
- Автомагистраль 5
- Автомагистраль 5

### Соседние округа
- Брайан (северо-восток)
- Дентон (юго-запад)
- Коллин (юг)
- Кук (запад)
- Лов (северо-запад)
- Маршалл (север)
- Фаннин (восток)

## История
15 мая 1896 года по городу Шерман прошёл торнадо категории F5. Смерч проложил путь разрушений в 370 метров в ширину и 45 километров в длину, погибло 73 человека, более 200 было ранено. Около 50 домов было разрушено, из них 20 стёрты с лица земли.

## Демография
По данным переписи населения 2000 года
в округе проживало 110 595 жителей, в составе 42 849 хозяйств, 30 208 семей. Плотность населения была 46 человек на квадратный километр. Насчитывалось 48 315 жилых домов, при плотности покрытия 20 построек на 1 квадратный километр. По расовому составу население состояло из 87,2 % белых, 5,85 % чёрных или афроамериканцев, 1,31 % коренных американцев, 0,57 % азиатов, 0,05 % коренных гавайцев или других жителей Океании, 2,9 % прочих рас, и 2,13 % представители двух или более рас. 6,8 % населения являлись испано- или латиноамериканцами.
Из 42 849 хозяйств 32,10 % воспитывали детей возрастом до 18 лет, 55,2 % супружеских пар, живущих вместе, в 11,4 % семей женщины проживали без мужей, 29,5 % не имели семей. На момент переписи 25,5 % от общего количества живут самостоятельно, 11,4 % лица от 65 лет и старше, жившие в одиночку. В среднем на каждое хозяйство приходилось 2,51 человека, среднестатистический размер семьи составлял 3,07 человека.
Показатели по возрастным категориям в округе были следующие: 25,3 % жителей до 18 лет, 9,3 % от 18 до 24 лет, 27,6 % от 25 до 44 лет, 22,8 % от 45 до 64 лет, и 15,1 % старше 65 лет. Средний возраст составлял 37 лет. На каждых 100 женщин приходилось 94 мужчины. На каждых 100 женщин в возрасте 18 лет и старше приходилось 90,6 мужчины.
Средний доход на хозяйство в округе составлял 37 178 $, на семью — 45 048 $. Среднестатистический заработок мужчины был 32 998 $ против 23 414 $ для женщины. Доход на душу населения в округе был 18 862 $. Около 8,4 % семей и 11,3 % общего населения зарабатывало ниже прожиточного минимума. Среди них было 13,8 % тех, кому ещё не исполнилось 18 лет, и 10,1 % тех, кому было уже больше 65 лет.

## Населённые пункты

### Города, посёлки, деревни
| - Белс - Денисон - Ван-Алстайн - Гантер - Дорчестер | - Коллинсвилл - Кнолвуд - Потсборо - Саутмейд - Садлер - Тайога | - Том-Бин - Шерман - Уайтсборо - Уайтрайт - Хау |

### Немуниципальные территории
- Гордонвилл
- Луэлла

## Политическая ориентация
На президентских выборах 2008 года Джон Маккейн получил 68,33% голосов избирателей против 30,51% у демократа Барака Обамы.
В Техасской палате представителей округ Грейсон числится в составе 62-го района. Интересы округа в ней представляет республиканец Ларри Филлипс.

## Интересные факты
По данным статьи Томаса Филлипса от 10 апреля 2009 года в Long Star Outdoor News, округ Грейсон – единственный округ в Техасе, где разрешена охота на оленей с помощью лука целый год.

## Галерея
|                                                                                     |                         |                               |
| Один из самых известных выходцев округа Грейсон, уроженец Денисона Дуайт Эйзенхауэр | Карта региона 1856 года | Наводнение в округе 2007 года |